# Conops unicolor
Conops unicolor är en tvåvingeart som beskrevs av Krober 1915. Conops unicolor ingår i släktet Conops och familjen stekelflugor.
Artens utbredningsområde är Madagaskar. Inga underarter finns listade i Catalogue of Life.